# Aa lehmannii
Aa lehmannii je vrsta orhideje (porodica kaćunovke, Orchidaceae), red šparogolike. Prvi put je opisana u Annales Botanici Fennici 51(5): 330. 2014. Endem iz Ekvadora.